# 沩山起義
沩山起義是指在馬日事變發生後，中共寧鄉縣委領導湖南省寧鄉縣農民自衛軍反對蔣介石、許克祥、何鍵的一場武裝起義。
1927年6月29日，農民自衛軍佔領寧鄉西部的沩山，遭到何鍵部下陳炳謙的圍剿。雙方對峙將近2個月後，農民自衛軍撤退至湘西。1928年8月7日，農民自衛軍向湖南新編獨立第五師投降。自衛軍頭目謝南嶺在長沙瀏陽門外被處決。